# Liste des camps satellites de Majdanek
La liste des sous-camps du camp de concentration de Majdanek, fournie par le Musée d'État de Majdanek, identifie deux catégories allemandes des sous-camps. Les Arbeitzlagers, et les Kommandos . Les camps satellites étaient nommés Aussenlager (camp externe), Nebenlager (extension ou sous-camp) et Arbeitslager (camp de travail). Certains d'entre eux se trouvaient à moins de dix kilomètres du camp principal, avec des populations carcérales allant de plusieurs dizaines à plusieurs milliers.
Vers 1943, les SS placent un certain nombre de camps séparés sous le commandement de l'administration de Majdanek, notamment les camps de concentration de Trawniki, Krasnik, Pulawy et Poniatowa.  Cependant, un plan similaire visant à inclure le camp de concentration de Cracovie-Płaszów dans la liste n'a jamais vu le jour, en partie à cause du soulèvement du Centre d'extermination de Sobibor. Plaszow est resté un camp de concentration indépendant associé à Auschwitz.

## Sous-camps de Majdanek
Gardés par la division SS des Totenkopfverbände, les sous-camps connus de KL Majdanek comprenaient.
| #.        | Nom                                  | Emplacement                               | Durée                           | Fonction                                          | Les prisonniers                      | Entreprises                                                 |
| --------- | ------------------------------------ | ----------------------------------------- | ------------------------------- | ------------------------------------------------- | ------------------------------------ | ----------------------------------------------------------- |
| 1.        | DAW Lublin                           | Lublin : ul. Lipowa, ul. Chełmska; Puławy | 1940-1944                       | Polyvalent                                        | Annuel de 1220 (1940) à 15779 (1944) | Deutsche Ausruestungswerke (DAW)                            |
| 2.        | Arbeitslager Radom                   | Blizyn, Radom                             | Depuis l'hiver 1944             | Ateliers, usines                                  | 2 500 prisonniers                    | Deutsche Ausruestungswerke (DAW)                            |
| 3.        | Arbeitzlager Blizyn                  | Bliżyn                                    | À partir de l'hiver 1944        | Carrière, ateliers                                | Plusieurs milliers                   | Deutsche Ausruestungswerke (DAW), Ostidnustrie              |
| 4.        | BKW Lublin                           | Lublin, ul. Chełmska                      | 1941 – 1944                     | Travaux textiles                                  | Plus de 200 prisonniers              | Bekleidungswerke Dachau – Aussenstelle Lublin, Ostindustrie |
| 5.        | Bydzyn                               | Budzyń près de Kraśnik                    | juin 1944 - janvier 1945        | Pièces d'avion                                    | 1 000 prisonniers                    | Heinkel                                                     |
| 6.        | KL Varsovie                          | Varsovie, ul. Gesia                       | Depuis 1944                     | Commandos de travail pour la démolition du Ghetto | Plusieurs milliers                   | Ostdeutsche Tiefbau, Berlinische Baugeselschaft.            |
| Commandos |                                      |                                           |                                 |                                                   |                                      |                                                             |
| 7.        | SS-Polizeiführerkommando Sportsplatz | Lublin (Wieniawa), ul. Ogródkowa          | Printemps 1942 – Printemps 1944 | Démolition du ghetto                              | Environ. 120-600 prisonniers         | Schutzstaffel (SS)                                          |
| 8.        | Standorterwaltungskommando           | Lublin                                    | 1942 – 1943                     | Travail forcé à la garnison SS                    | Jusqu'à une centaine                 | Schutzstaffel (SS)                                          |
| 9.        | Trawniki                             | Trawniki                                  | Jesień 1942                     | Construction de pont                              | 50 travailleurs qualifiés            | /-/                                                         |
| 10.       | Sägewerkkommando Piaski              | Piaski k. Lublina                         | 1943                            | Scierie                                           | Douzaines                            | SS                                                          |
| 11.       | Commando                             | Chełm                                     | 1944                            | Wiking SS                                         | Deux douzaines                       | SS                                                          |